# Herpetotheres
Herpetotheres is een geslacht van vogels uit de familie caracara's en valken (Falconidae).

## Soorten
Het geslacht kent de volgende soort:
- Herpetotheres cachinnans – Lachvalk